# 腹痛
腹痛（ふくつう、はらいた、abdominal pain）とは、腹部に感じる痛みとして自覚される症状である。主に「内臓性腹痛」、「体性痛」、「関連痛」、「心因性腹痛」などに分けられる。腹痛を発生させる要因も様々なものがあり、体内で発生した何らかの異常を知らせる情報がまず痛みとして自覚される。またこれらの痛みは、異常に対する一種の防御反応とも言えるものである。
痛みの症状が著しい場合は、人体に対して二次的に生理的・心理的影響を及ぼす可能性が高くなるため、速やかに要因を突き止め、医療機関で適切な処置を受ける必要がある（急性腹症、疼痛を参照）。

## 鑑別診断
腹痛の最も一般的な原因は、胃腸炎（13％）、過敏性腸症候群（8％）、尿路の問題（5％）、胃炎（5％）、便秘（5％）である。約30％のケースは原因は特定されていない。その他約10％は、胆嚢（胆石または胆道ジスキネジア）、膵臓の問題（4％）、憩室炎（3％）、虫垂炎（2％）、癌（1％）など、より深刻な原因である。高齢者では、さらに腸間膜虚血、腹部大動脈瘤などが一般的で深刻な原因である。
腹痛を起す産科的疾患
正常妊娠、子宮外妊娠、流産、胞状奇胎などは腹痛を主訴に来院することが多い。これらは妊娠第一期に属する疾患であり患者は妊娠に気がついていないことが多く、一般病院を受診しやすい傾向にある。このような受診パターンから腹痛の女性をみたら妊娠を思えという格言ができたのであろう。頸管無力症、早産、前置胎盤、常位胎盤早期剥離、出産、偽陣痛などでも腹痛は起きるが、大抵は産婦人科に受診するので一般医が診る機会は少ない。特に子宮外妊娠破裂、常位胎盤早期剥離は緊急手術になるので注意が必要である。
腹痛を起す婦人科的疾患
器質的疾患としては卵巣捻転、卵巣嚢胞出血、感染症、腫瘍、子宮腺筋症、子宮内膜症があげられる。非器質性疾患としては月経困難症、骨盤鬱血症候群、機能的性器出血などがあげられる。特に卵巣捻転、卵巣嚢胞出血、卵巣膿瘍破裂などでは緊急手術の適応となるので注意が必要である。大抵は下腹部の体性痛を主訴に来院し、画像検査で診断できる。
腹痛を起す外科的疾患
特に緊急手術が必要な非外傷性疾患をあげる。急性虫垂炎、腸重積症、絞扼性イレウス、消化管穿孔、急性腸間膜動脈閉塞症（心房細動から起きやすい）、腹部大動脈瘤破裂、感染症性ショックを伴う腹腔内膿瘍、出血性ショックを伴う腹腔内出血、精巣捻転、鼠径ヘルニア頓挫などがあげられる、特に小児の下腹部痛で精巣捻転がみつかることがあるので小児の場合は睾丸までみる習慣が必要である。診断がつかなくても、筋性防御、進行する低血圧やアシドーシス、低下し続けるHbなどが認められれば緊急手術を考慮する。
腹痛を起す内科的疾患
腹腔、胸腔の全ての臓器がターゲットとなるのだが、特に見逃しがちなのは全身性疾患による腹痛である。具体的には糖尿病性ケトアシドーシス、アルコール性ケトアシドーシス、急性副腎不全、高カルシウム血症、尿毒症、急性間欠性ポルフィリン症、家族性地中海熱、伝染性単核症、リウマチ熱、アレルギー性紫斑病、鉛中毒、麻薬離脱などがあげられる。
緊急性の高い疾患としては虚血性心疾患(心筋梗塞など)が挙げられる。
慢性の腹痛で注意すべきは悪性腫瘍である。
| 分類                   | 疾患 |
| ---------------------- | --- |
| 食道・胃・腸疾患       | 虫垂炎、小腸・大腸の閉塞、ヘルニア嵌頓、消化性潰瘍、胃・腸管の穿孔・破裂、憩室炎とくにメッケル憩室炎、炎症性腸疾患、マロリーワイス症候群、特発性食道破裂（Boerhaave症候群）、胃炎・腸炎、急性胃炎、結腸垂捻転、上腸間膜動脈症候群、上腸間膜動脈血栓症、悪性腫瘍 |
| 肝臓・脾臓・胆道系疾患 | 急性胆嚢炎、急性胆道炎、肝膿瘍、肝腫瘍の破裂、脾破裂、脾梗塞、急性肝炎 |
| 膵臓疾患               | 急性膵炎 |
| 腎・尿路系疾患         | 腎結石・尿管結石、急性腎盂腎炎、腎梗塞、急性膀胱炎 |
| 産科・婦人科疾患       | 子宮外妊娠（異所性妊娠）、卵巣茎捻転、卵巣嚢胞の破裂 (卵巣出血)、急性卵管炎、子宮内膜症、月経困難症（月経痛・生理痛）、Fitz-Hugh-Curtis 症候群 |
| 呼吸器系疾患           | 肺炎(下葉の異常)、胸膜炎 |
| 血管系疾患             | 虚血性心疾患（狭心症・心筋梗塞を胃痛として訴えることがある）、大動脈瘤破裂・腹部大動脈解離、虚血性大腸炎、腸間膜動脈・静脈への血栓・塞栓 |
| 腹膜疾患               | 腹腔内膿瘍、（一次性の）腹膜炎、結核性腹膜炎 |
| 後腹膜腔の異常         | 後腹膜腔出血 |
| 精神・神経系疾患       | 過敏性腸症候群、身体化障害、心身症 |
| その他                 | 詐病・仮病 |

## 診断アプローチ
急性腹痛では次のような順序で行うと誤診が少なくなる。まずは外傷性かどうかを調べる。病歴をもとに考え、腹部エコーで臓器損傷を確認する。次に産科的疾患、婦人科的疾患、外科的疾患、内科的疾患と考えていく。どうしても診断がつかなければLQQTSFAを全て埋めるような問診をして、精神的疾患まで考えていく。診断をつける際は緊急手術が必要かどうかを常に考える。たいていの場合、腹痛の緊急性は、心肺血管系の緊急疾患でない場合、原因によらず、腹膜炎になっているかどうかで決まる。緊急性を感じたら、術前に必要な検査を行い、静脈確保も手術に耐えられるようなものにしなければならない。具体的には、胸部X線写真ではPA像で撮影、腹部X線写真は立位、臥位の二方向撮影、凝固機能、クロスマッチテスト、針は18Gにするといったことを行わなければならない。原則として背部痛を伴う場合は後腹膜臓器の疾患を考える。ブスコパンで反応すれば内科系疾患であり、反応しなければ外科系疾患であるという経験則も使える。救急では診断がつき、バイタルサインが安定化するまでは鎮痛薬を使用しないという原則がある。ブスコパンは鎮痙薬であるので使っても診断は行うことができる。またたとえ診断がついてもモルヒネは膵、胆管系の疾患を増悪させるので禁忌である。
慢性腹痛では、機能性の疾患(過敏性腸症候群、便秘、機能性胃腸症など)が多いが、見逃してはならないのは腸閉塞と悪性腫瘍である。
重要な問診事項は以下のようなものである。
- 腹痛の位置

痛い場所ははっきりしているか。はっきりしているならその場所。あるいは、腹部全体がなんとなく痛いのか。
- 放散痛はあるか

例えば胆道系の疾患では右の肩甲骨に放散痛を感じるし、膵臓の疾患では背部に、虚血性心疾患では肩に放散痛を感じるという具合である。
- 腹痛はいつごろ始まったか

急激に発生した腹痛は潰瘍の穿孔や動脈瘤の破裂、子宮外妊娠の破裂などに関連する。また、食後に起こるのか、空腹時に起こるのかということも重要な情報である。
- 腹痛の性質は

痛みは持続するのか、または軽くなったりひどくなったりを繰り返すのか。就寝中に痛みで目がさめることがあるか。
- 腹痛以外の症状

下痢、嘔吐、便秘、下血、発熱などの症状は見られないか。
特に、腹痛と同時、または後に嘔吐が見られる場合は緊急性が高い可能性がある。
- 女性の場合は月経周期
- 既往歴

腹部手術の既往があると腸管の癒着を起こしている可能性がある。

## 病態生理学
腹痛のメカニズムを急性腹症で有名な虫垂炎を例として説明する。虫垂炎（盲腸と一般には言われる）は知名度のわりに診断が難しい疾患である。診断学の世界では虫垂炎の病態生理は次のように理解されている。まず虫垂に異物などが貯留し細菌が繁殖することで管腔内圧が上昇し、心窩部の鈍痛という形で関連痛が発生する。さらに腸管粘膜に炎症が起こると右下腹部の鈍痛という形で内臓痛が発生する。さらに進行すると炎症が管腔の内側から外側、すなわち臓側腹膜に波及する。腸管の動きなどで臓側腹膜が壁側腹膜と接触し、炎症が壁側腹膜に波及すると右下腹部の鋭い痛みとして体性痛が発生する。この頃には、反跳痛といった腹膜刺激症状が出現する。これは概念上の話であり、炎症が激しくなり組織障害が強くなれば、関連痛、内臓痛、体性痛という順に進行していく。十二指腸潰瘍などで穿孔をおこすと体性痛が発生するが大網によって穿孔がふさがれると圧痛がなくなることもある。こういったことがおこると身体診断学は無力であり、造影CTなど画像診断を行わざるをえなくなる。
虫垂炎に限って言えば、痛みが関連痛である心窩部痛の時点では特に診断せず、痛みが下腹部に移動したり、治らなければ再受診という形にし、下腹部の鈍痛であったら抗菌薬で保存的に治療する。腹膜刺激症状まで出現したら手術を検討するという方法が考えられる（手術が可能な施設ならば、この時点では外科を紹介するだけで十分なことが多い、腹膜刺激症状が限局している場合は保存的に治療可能なことが多いが、その所見が広がってきたときは手術ができる状況でないと危険である。いずれにせよ、虫垂炎の診断は総合的に行われる。そしてなじみ深い疾患であるのもかかわらず誤診率も極めて高い）。
虫垂炎に関してはLQQTSFAの病歴と身体所見で疾患の局在と病因、疾患の進展度と重症度、疾患の治療と判断を行うことができる。Alvaradoスコアというものもあり
| 項目                 | 内容                               | 点数 |
| -------------------- | ---------------------------------- | ---- |
| Migration of pain    | 心窩部、臍周囲部から右下腹への移動 | 1    |
| Anorexia             | 食思不振                           | 1    |
| Nausea               | 嘔気、嘔吐                         | 1    |
| Tenderness of RLQ    | 右下腹部圧痛                       | 1    |
| Rebound tenderness   | 反跳痛                             | 2    |
| Elevated temperature | 発熱＞37.3℃                        | 1    |
| Leukocytosis         | WBC＞10000/ul                      | 2    |
| Shift of WBC count   | 白血球の左方移動                   | 1    |

7点以上で虫垂炎が疑わしいとされている。画像診断では造影CTが望ましいとされている。外科のcope's early diagnosis of the acute abdomenによると急性虫垂炎は食思不振からはじまり、徐々に心窩部あるいは臍周囲の痛みが出現し、悪心、嘔吐が出現する。食思不振が高頻度（95%）に先行するため悪心、嘔吐は程度が軽い場合が多く、嘔吐はあっても数回程度である。その後右下腹部痛が出現し、微熱を伴い白血球の増加が起こるとしている。この順序で出現しなければ虫垂炎以外の疾患を考慮する必要があるとされているが非典型例も多い。

## 腹部症状との関係

### 悪心･嘔吐

#### 悪心･嘔吐を起こす疾患
悪心、嘔吐は延髄にある嘔吐中枢によって制御されている。消化器、心臓、前庭、脳実質の障害によって嘔吐は誘発される。中枢神経系の障害による嘔吐は悪心を伴わないのが一つの特徴である。消化器の異常が最も多いがそれ以外の疾患も数多い。特に急性冠症候群が悪心、嘔吐のみしか認められないことがあり注意が必要である。診断学上は下痢といった下部消化器症状の有無が重要である。下部消化器症状が認められる場合は中毒（特に薬物ではジゴキシンやテオフィリンが有名）によるもの以外は消化器疾患である可能性が高い。特に見逃すと重篤な疾患としては脳内病変としては脳出血や髄膜炎があげられる。無痛性心筋梗塞は糖尿病患者や高齢者で多いとされている。糖尿病性ケトアシドーシス(DKA)、アルコール性ケトアシドーシス(AKA)、腎盂腎炎、妊娠、敗血症、絞扼性イレウス、急性胆嚢炎、急性膵炎などが重要である。これらの疾患は下痢といった下部消化器症状を伴わないことが多い。
悪心、嘔吐を起こす疾患としては具体的には以下のような疾患が考えられる。
| 分類               | 疾患                                                           |
| ------------------ | -------------------------------------------------------------- |
| 閉塞性消化器疾患   | イレウス、幽門狭窄、便秘                                       |
| 非閉塞性消化器疾患 | 急性胃炎、急性胃腸炎、急性膵炎、消化管穿孔、急性胆嚢炎         |
| 感染症             | 敗血症など                                                     |
| 眼科疾患           | 緑内障など                                                     |
| 耳鼻咽喉疾患       | 良性発作性頭位めまい症、乗り物酔いなど                         |
| 心血管疾患         | 急性冠症候群、急性大動脈解離など                               |
| 神経疾患           | 脳血管障害、髄膜炎、頭蓋内圧亢進症など                         |
| 代謝内分泌疾患     | 尿毒症、糖尿病性ケトアシドーシス、アルコール性ケトアシドーシス |
| 泌尿器疾患         | 腎炎                                                           |
| 産科疾患           | 妊娠性悪阻                                                     |
| 薬物               | ジゴキシン、テオフィリン、カルバマゼピン                       |
| 中毒               | きのこ中毒                                                     |
| アレルギー疾患     | 消化管アレルギーやアナフィラキシー                             |
| 精神疾患           | 拒食症、過食症など                                             |

#### 悪心･嘔吐のマネジメント
診断の手掛かりとなる情報としては24時間以内に摂取した食物や旅行歴のほか、腹痛、下痢、便秘といったその他の腹部症状、排ガスの有無や冷や汗の有無など重要である。排ガス、排便がなければ閉塞性の消化器疾患が疑われる。既往歴に腹部の手術歴や心疾患、糖尿病、産婦人科的な疾患歴などがある場合はそれが影響している可能性がある。周囲に同様の症状の人がいれば食中毒の可能性もあり、アルコール多飲歴はAKAの手掛かりとなる。内服薬も嘔吐の原因の手がかりになる。
バイタルサインでは意識障害、呼吸不全が認められる場合や、高血圧な割に徐脈というクッシング徴候が認められる場合は中枢性疾患を疑う。発熱が認められれば感染症、徐脈や不整脈が認められれば心血管疾患、呼吸不全が認められるときはDKAといった代謝性疾患も疑う。発熱、嘔吐を伴い消化管感染を特に疑う下痢の症状がない場合は髄膜炎も疑われる。髄膜炎を疑う不随意運動や皮質症状、高熱、髄膜刺激症状が認められる場合は頭部CT撮影後、腰椎穿刺を行う。特に細菌性髄膜炎は緊急疾患である。
経口摂取、経口薬の内服が不可能であり、脱水している場合があるため原則としては採血、点滴を行う。
検査では閉塞性疾患を考える場合はまずは腹部単純X線撮影をおこなう。排ガスや排便の停止が認められる場合は非常に重要な検査となる。重篤な疾患の見落としを避けるには頭部CTや心電図、尿検査を行う。血糖値が250mg/dlであればDKAを疑い、動脈血液ガスや尿中ケトン体を測定する。機能的な閉塞は腹部単純X線撮影が分かりやすい。これは必ず立位と臥位で撮影を行う。機械的な閉塞、大腸癌や絞扼性イレウスを疑う場合は造影CTを検討する。絞扼性イレウスの場合は腹水の貯留が認められることが知られ、単純CTでも見分けることができることもある。

#### 悪心･嘔吐の治療
基本的には心筋梗塞ではPCIといった原因療法を行う。対症療法としては制吐薬、グリセオールといった脳圧降下薬、胃内容物の除去としてNGチューブの挿入などが行われる。制吐薬としては消化器疾患が疑われた場合はドパミン拮抗薬や抗コリン薬が用いられる。ドパミン拮抗薬としてはメトクロプラミド（プリンペラン）、ドンペリドン（ナウゼリン）などがよく用いられる。これは消化管蠕動運動を亢進させることで内容物が通過することで嘔気が軽減する。静注、筋注、坐薬、経口といった各種薬剤が市販されている。点滴静注では即効性がないことが知られている。心窩部の不快感ではなく腹痛が認められるときは蠕動の亢進で症状が悪化することがあり注意が必要である。この場合は抗コリン薬であるブチルスコポラミン（ブスコパン）が好まれる傾向がある。抗コリン薬は腸管蠕動を抑制することで悪心、嘔吐を軽減する作用がある。胆管や尿管にも同様に作用する。また内視鏡的に潰瘍、炎症所見が認められない機能性ディスペプシアの場合はセロトニン5-HT4受容体刺激薬であるモサプリド（ガスモチン）がよく用いられる。
また制吐薬に分類されるドパミン拮抗薬はスルピリド（ドグマチール）を除き中枢神経作用はほとんどないとされているが稀に錐体外路症状が出現することがある。振戦、無動、固縮といったパーキンソン症候群のかたちをとることが多く、この場合は抗コリン薬であるビペリデン（アキネトン）などがよく用いられる。また胃潰瘍やGERDによる悪心、嘔吐に関してはH2ブロッカーやPPIが用いられる。そのほか、種種の原因でおこる悪心、嘔吐に対する制吐薬を以下にまとめる。
| 疾患分類                   | 用いる制吐薬                  |
| -------------------------- | ----------------------------- |
| 片頭痛                     | 5-HT1B/1D受容体作動薬         |
| 前庭系･心因性              | 抗ヒスタミン薬+抗不安薬       |
| 機能性ディスペプシア       | 5-HT4受容体作動薬             |
| 便秘                       | 瀉下薬                        |
| 抗がん剤によるacute emesis | 5-HT3受容体拮抗薬やステロイド |

治療に反応しなかった場合は経口摂取不可能であることが多く入院の適応となる。治療薬の変更よりも原因疾患の再検索重要となる場合が多い。

### しゃっくり
しゃっくりは横隔膜や横隔神経への刺激によって起るとされている。対処法としては息を止めて水を飲むのが第一の対応法である。機械的刺激が存在する場合はその原因除去を行い、薬物療法としては抗ドパミン薬の投与を行う場合が多い。また抗精神病薬であるクロルプロマジン（ウィンタミン）が用いられることもある。クロルプロマジン25mgを生理食塩水50mlに溶解させ、30分で点滴などは難治性の場合は用いられることがある処方である。

### 下痢
下痢とは24時間以内に200g以上の頻回の軟便、あるいは水様便が認められる状態である。アプローチとしてはまずは脱水所見の有無の確認から入る皮膚のツルゴール、粘膜の乾燥といった身体所見、嘔吐や経口摂取不可能といったエピソード、腹部診察による腹痛など随伴症状の有無、採血における電解質異常などから判断する場合が多い。脱水が認められるが場合は点滴などによる脱水の解除を行う。特に高齢者や小児では容易に脱水が起こしやすい。
その後、感染性、非感染性の区別を行う。体外毒素型の感染の場合は発熱が認められないことに注意が必要である。血が混じっているかといった便の性状、過去2日から3日の食事歴、旅行歴、同様の症状を伴った人が周りにいるか、抗菌薬の使用の有無、アレルギーなどが重要な問診事項となる。食物アレルギー（カキなどの食物による嘔吐、下痢など）などの存在にも留意する。嘔吐なしの軽症患者では検査なし、重症患者、脱水患者では採血、点滴の施行、特殊患者では便培養を施行することが多い。
重要なことは感染性下痢症であってもほとんどの場合は抗菌薬の投与は不要である。通常であれば排泄によって起炎菌の排出で自然治癒をするということが第一にあげられる。さらに抗菌薬投与によって増悪することもある。例えばサルモネラ菌による腸炎の場合は抗菌薬の投与によって保菌者となることがある。腸管出血性大腸菌（O157など）の場合は溶血性尿毒症症候群(HUS)を誘発することがある。止瀉薬に関しても感染性下痢、出血性下痢といった器質性下痢に対しては使用しない。消化管の排菌機能を抑えてしまうからである（特にO157や志賀毒素を産生する赤痢菌の感染による下痢の場合は止瀉薬の服用によって重篤になることもある）。こういった事情から原則は乳酸菌などの整腸剤の投与を行う。魚介類による下痢、出血性下痢、感染性胃腸炎で頻度の多いE.coli O157:H7、Campylobacter spp.（カンピロバクター）、Vibro parahemolyticus（腸炎ビブリオ）などには抗菌薬が不要である。逆に抗菌薬を使用する感染性胃腸炎には敗血症、重症感のある場合、旅行者下痢症、偽膜性大腸炎、性感染症、肝硬変の患者のVibrio vulnificusなどである。Vibrio vulnificusは生魚などに含まれる細菌であるが、肝硬変患者が感染すると致死率が高い。この場合はテトラサイクリン系の抗菌薬を用いる。下痢の患者に抗菌薬を使用する場合はラックビーRやビオフェルミンRといった抗菌薬耐性の整腸剤を併用する。よく用いる抗菌薬は点滴であればセファマイシン系であるセフメタゾンなどである。経口薬ではニューキノロン系であればトシル酸トスフロキサシン（オゼックス）を150mg錠で3錠分3で5日間や、ホスホマイシン系ではホスホマイシン（ホスミシン）を500mg錠で6錠分3で5日間などがよくみる処方である。起炎菌は市中と院内では大きく異なることが知られており、入院後3日経過していれば抗菌薬投与中といった特殊な事情がなければ便培養は不要である。これはほとんどの場合は感染性ではなく別の原因で起る下痢であるからである。対症療法が必要ならばこの場合も整腸剤を用いる。
入院中の下痢、発熱の場合はクロストリジウム・ディフィシル腸炎を疑いCDトキシンの測定が必要となる。診断したらメトロニダゾールまたは経口バンコマイシンで治療する。
止瀉薬は機能性下痢症にのみ原則用いる。潰瘍性大腸炎に塩酸ロペラミドなど腸運動抑制薬を投与すると中毒性巨大結腸を起こすことなどが有名である。非感染性器質性下痢には炎症性疾患、血管疾患、吸収不良疾患、乳糖不耐症、手術後、内分泌疾患、放射線、腫瘍、アレルギー疾患、中毒、薬物、便秘、レジオネラ肺炎の随伴症状と多数知られている。

### 消化管出血
消化管出血は腹痛を伴うことがある。消化管出血で特徴のある症候としては、吐血、メレナ（別名タール便）、下血、血便といったものがあげられる。症候によって出血部位の予測がある程度できるとされている。一般にトライツ靱帯より口側を上部消化管、肛門側を下部消化管という。上部消化管出血は消化性潰瘍の場合が多く胃痛を伴うことが多く、下部消化管出血は下腹部痛を伴うことが多い。
| 名称   | 原因                                   |
| ------ | -------------------------------------- |
| 吐血   | 上部消化管出血                         |
| メレナ | 別名タール便、ほとんどが上部消化管出血 |
| 下血   | 下部消化管出血、                       |

上部消化管出血の原因疾患を以下にまとめる。
| 病態           | 疾患                                                 |
| -------------- | ---------------------------------------------------- |
| 上部消化管出血 | 消化性潰瘍                                           |
|                | マロリーワイス症候群                                 |
|                | 胃食道静脈瘤                                         |
|                | 動脈瘤や急性大動脈解離と消化管とのfistula            |
|                | Hemobilia                                            |
|                | 炎症性腸疾患（上部消化管のクローン病など）           |
|                | AVM                                                  |
|                | 脳血管疾患や心血管疾患の合併症による上部消化管出血、 |

頻度としては消化性潰瘍、マロリーワイス症候群、胃食道静脈瘤の3つが圧倒的に多い。脳血管疾患や心血管疾患の合併症としては脳出血後のクッシング潰瘍や熱傷受傷後のカーリング潰瘍が有名である。意識障害や認知症がある場合は重要である。上部消化管出血にはrule of fiveという法則がある。これは上部消化管出血量と症候を対応させたものである。
| 出血量 | 症候       |
| ------ | ---------- |
| 5ml    | 便潜血陽性 |
| 50ml   | メレナ     |
| 500ml  | 鮮血の下血 |

黒色便の原因としては消化管出血以外にいかすみ料理、鉄剤、赤ワインなどでも起こることが知られている。

#### 吐血、メレナ
吐血と区別が必要な症候に喀血がある。喀血が気道出血であるのに対して、吐血は消化管出血である。吐血の場合、胃潰瘍などによる胃あるいは十二指腸からの出血で、血液が胃液による酸化を受けて黒色となる。コーヒーの滓に似ており「コーヒー残渣様」と表現される。コーヒー残渣様吐物（coffee-ground emesis）は吐血で特徴のある所見である。ただし吐血でも肝硬変などに伴う食道静脈瘤からの出血は胃液と接触しないため赤い。吐物に対して尿潜血検査がなされることがあるが、テステープ検査では胃酸に触れただけで潜血陽性となるため出血の有無はこの検査からは分からない。喀血を飲み込み、それを後に吐血することもあるため、両者の区別は時に難しいこともある。喀血と吐血の区別がつかない場合は呼吸器と消化器の両方の精査が必要である。
|                  | 喀血               | 吐血                       |
| ---------------- | ------------------ | -------------------------- |
| 出血状態         | 咳に伴う           | 嘔吐に伴う                 |
| 性状             | 泡沫を伴う         | 食物残渣混入               |
| pH（テステープ） | 中性               | 酸性                       |
| 随伴症状         | 胸痛、呼吸困難など | 腹痛、嘔吐、嘔気、下血など |

吐血、メレナが認められた場合は、まずは窒息の可能性がないかを評価する。吐物による閉塞が酷い場合は気管内挿管を考慮する。その後血圧にて循環動態の評価をする。静脈路確保や輸液を行う。そしてNGチューブによる胃洗浄、食道静脈破裂を疑う場合はSBチューブの挿入を行う（2025年現在は行わないことが多い）。そして上部消化管内視鏡による診断と止血を行うのが大まかな流れとなる。吐物が赤か黒か、イカ墨や赤ワインといった黒色便の原因となる食事の摂取の有無、腹痛、背部痛といった症候の有無を確認する。既往歴としては消化性潰瘍歴、ピロリ菌除菌歴、肝疾患について調査し、アルコールの飲酒歴、アスピリン、NSAIDs、抗凝固薬、SSRI、スピロノラクトン、鉄剤の使用歴を調査する。慢性肝疾患の合併の確認のためにくも状血管腫、手掌紅斑等も確認する。肝炎ウイルス検査陽性であり凝固異常が認められ食道静脈瘤破裂が疑われれば鼡径静脈で中心静脈確保を行い、感染予防、NGチューブの挿入を行う。

#### 下血
まずはバイタルサインの測定を行い、循環動態の評価を行う。静脈路確保を行い、輸液をする。肛門鏡検査にて痔出血の有無を確認する。痔出血であっても大量出血の場合は緊急手術が必要である。少量ならば座薬や軟便剤の処方にて経過観察が可能である。痔出血でなければ内視鏡検査にて出血源の同定を行う。下血を起こす疾患の頻度では下部消化管の方が多いが大腸内視鏡では前処置が必要であり、下剤の大量投与は誤嚥のリスクがあること、上部消化管出血で下血が起こる場合は大量出血の可能性があることから上部消化管内視鏡検査から行われることが多い（場合によってはS状結腸内視鏡、シグモイドスコピーを用いることがある。）。上部消化管、下部消化管ともに出血源が認められなかった場合は小腸出血の可能性を考える。かつては出血シンチグラフィーや血管造影が行われていた。出血シンチグラフィーでは造影CTにて所見がない場合は検出できる可能性が低い。近年は小腸内視鏡であるダブルバルーン内視鏡やカプセル内視鏡が用いられることもある。
代表的な疾患には
- 大腸癌
- 虚血性腸炎
- 憩室炎
- 潰瘍性大腸炎・クローン病
- 出血性大腸炎
- 偽膜性大腸炎
- 腸重積症
- 腸間膜動脈閉塞症

などがある。

## 漢方薬治療
腹痛の治療は原疾患の治療が原則であるが症状の緩和に漢方薬が効果的なことがある。漢方薬治療を胃の不調、腹痛、便秘・下痢に分けて述べる。
胃の不調
胃のもたれや心窩部の違和感は腹痛の訴えになりやすい。このような症状で用いる漢方薬には半夏瀉心湯（はんげしゃしんとう、ツムラ14番）、安中散（あんちゅうさん、ツムラ5番）、人参湯（にんじんとう、ツムラ32番）がある。半夏瀉心湯は実証向きであるが、腹中雷鳴とも言われる下痢、胃もたれ、口内炎などに有効である。虚証でなければ胃の不調には半夏瀉心湯が使いやすい。虚証の場合は安中散や人参湯を用いる。人参湯は止瀉薬が無効であった場合に下痢止めとしても用いることができる。
腹痛
過敏性腸症候群の症状には桂枝加芍薬湯（けいしかしゃくやくとう、ツムラ60番）が用いられる。
便秘・下痢
過敏性腸症候群で腹痛ではなく便秘が主な訴えになるときは桂枝加芍薬大黄湯（けいしかしゃくやくだいおうとう、ツムラ134番）が下剤の代わりに用いられる。老人の便秘には麻子仁丸（ましじんがん、ツムラ126番）が用いられる。抗精神病薬内服中および透析中の患者の頑固な便秘にも麻子仁丸は効果がある。サブイレウスには大建中湯（だいけんちゅうとう、ツムラ100番）を用いる。下痢の症状緩和には実証の場合は半夏瀉心湯（はんげしゃしんとう、ツムラ14番）、虚証の場合は真武湯（しんぶとう、ツムラ30番）を用いる。真武湯が無効の場合は人参湯（にんじんとう、ツムラ32番）を用いる。人参湯と真武湯は併用してもよい。それでも無効の下痢に対しては大建中湯（だいけんちゅうとう、ツムラ100番）が効果を示すことがある。急激な腹痛、激しい下痢、しゃっくりに芍薬甘草湯（しゃくやくかんぞうとう、ツムラ68番）が有効なことがある。